# Hemsbach
Hemsbach är en stad i Rhein-Neckar-Kreis i regionen Rhein-Neckar i Regierungsbezirk Karlsruhe i förbundslandet Baden-Württemberg i Tyskland.
Staden ingår i kommunalförbundet Hemsbach tillsammans med kommunen Laudenbach.